# 지질박물관 (대한민국)
지질박물관(地質博物館, Geological Museum)은 대전광역시 유성구 대덕연구단지에 위치한 한국지질자원연구원 소속의 지질표본 전문 박물관이다.
국제적인 과학행사인 대전 세계박람회를 계기로, 1992년 한국지질자원연구원이 연구사업의 성과로 축적해온 국내외 지질표본들을 '지질표본관'을 통해 일반에 처음 공개한 후, 체계적이고 종합적인 박물관의 필요성이 제기됨에 따라 2001년 11월 9일에 지질박물관으로 다시 개관했다. 연면적 2,500m2에 소장품은 총 5,000점이다. 이곳에는 광물 300여 점, 화석 250여 점, 암석, 석재, 지질 및 퇴적구조 100여 점을 비롯하여 지구의 생성과 진화과정 등을 보여주는 여러 가지 도표와 그림을 전시하고 있다. 이밖에 영상물의 상영, 강연회, 체험학습의 장 등을 마련하여 지질과학의 대중화에 기여하고 있다.

## 전시
- 중앙홀 (공룡, 해저지형지구본)
- 제1전시관 (지구의 개관, 화석의 진화, 지질탐사)
- 제2전시관 (암석, 운석, 광물, 지질 및 암석 구조)
- 홍보관
- 야외전시장
- 특별전시실
- 지질시료실